# Sanningssökaren
Sanningssökaren, med underrubriken Nordisk månadskrift för förnuftstro och praktisk kristendom, var en tidskrift som handlade om kristendomens sociala sida. Den gavs ut från 1870-talet till 1918. Den grupp som tidskriften vände sig kallades de förnuftstroende. Drivande bakom tidskriften var Axel Frithiof Åkerberg och Klas Pontus Arnoldson, båda flitiga skribenter i många olika sammanhang.